# Baldr

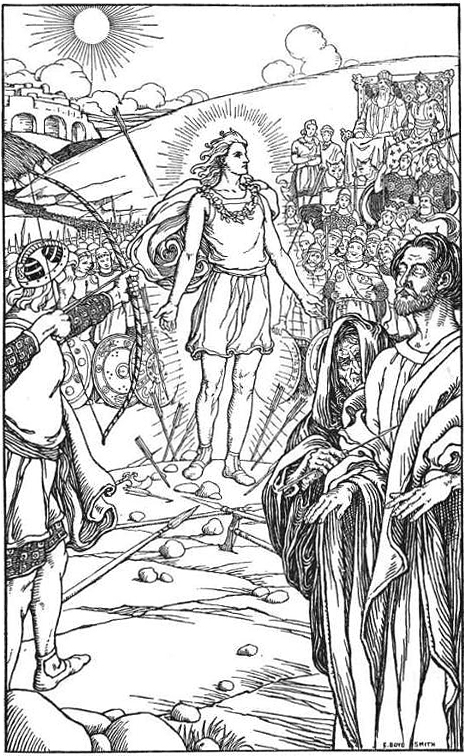
„Každý šíp jeho hlavu minul“ (1902, Elmer Boyd Smith)

Baldr (také Balder, Baldur) je bohem ze severské mytologie, syn boha Odina a bohyně Friggy. Má velké množství bratrů, nejvýraznějšími je Thór.
V průběhu 12. století dánský historik a teolog Saxo Grammaticus a další dánští kronikáři zaznamenali Baldrův příběh tak, jako kdyby vycházel ze skutečných událostí. Mnoho zmínek o Baldrově smrti, která byla pro Ásy velkou tragédií a také předzvěstí Ragnaröku, lze najít v Prozaické Eddě a Poetické Eddě. Tyto knihy byly zpracovány a vydány na Islandu ve 13. století, jsou však inspirovány mnohem starší staroseverskou poezií.  
Podle sekce Gylfaginning (Gylfiho oblouzení nebo také Okouzlení krále Gylfa) Prozaické Eddy islandského historika Snorriho Sturlusona byla Baldrovou manželkou bohyně Nanna a spolu měli syna Forsetiho. Baldr vlastnil loď Hringhorni, která bývá označovaná jako největší lodí ze všech. Prý také neexistuje krásnější místo než jeho síň Breidablik.

## Jméno
Jacob Grimm ve své knize Deutsche Mythologie (kapitola 11) spojuje staroseverské jméno Baldr se slovem Baldere (druhé Merseburské zaklínadlo, Durynsko) ze staré horní němčiny, jmény Palter (jméno boha, Bavorsko), Paltar (vlastní jméno) a se staroanglickým bealdor, baldor, což znamená pán, princ nebo král (užívá se s druhým pádem čísla množného, například gumena baldor znamená „pán lidí“, wigena baldor znamená „pán válečníků“ apod.). Jsou záznamy, kdy bylo jméno ve staré norštině užito jako honorifikum, například baldur î brynju či herbaldr v Poetické Eddě.
Grimm jméno Baldr etymologicky spojuje se slovem balþaz, z něhož vychází gotické balps, staroanglické bald a pald ze staré hornoněmčiny. Všechna tato slova mají význam „smělý, statečný, odvážný“.
Ovšem výklad Baldra jako „statečného boha“ může být druhotný. V baltských jazycích (například baltas v lotyštině a balts v litevštině) podobná slova znamenají „bílý, dobrý“, Grimm tedy spekuluje, že jméno mohlo vzniknout po převzetí z baltských jazyků do pragermánštiny. V kontinentální saské a anglosaské tradici není syn Wodena pojmenován Bealdor, nýbrž Baldag (saské jméno) a Bældæg, Beldeg (anglosaské jméno), což ukazuje spojení se „dnem“, možné je i to, že je Den personifikován jako božstvo. To, jak poukazuje Grimm, by odpovídalo významu „ten, kdo září, bílý, bůh“, odvozenému z baltického baltas, což by ho dál spojovalo se slovanským Bělbogem a německou Perchtou.
Grimmova etymologie je potvrzena moderním výzkumem. Rakouský germanista Rudolf Simek se domnívá, že jméno Baldr mělo původní význam „zářící den“.

## Svědectví

### Meserburské zaklínadlo
V jednom ze dvou Merseburských zaklínadel je zmíněn Baldere, ale je zde také zmíněna postava jménem Phol. Phol je považováno za jiné jméno pro Baldra (podobně jako skandinávský Falr, Fjalarr či saský Balderus : Fjallerus).

### Poetická Edda

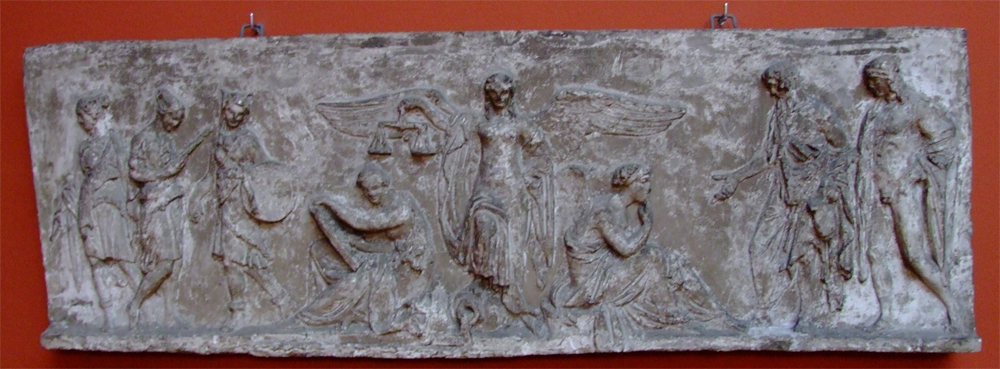
„Mímir a Baldr se radí s Nornami“ (1821–1822) - H. E. Freund.

V Poetické Eddě je příběh o Baldrově smrti pouze zmíněn, ne podrobně vyprávěn. Völva (vědma) popisuje v prorocké části Völuspá (Vědmina píseň) vizi o osudném jmelí, narození Váliho a pláči Friggy (strofy 31-33). Když se však Völva dívá dále, vidí jasnou budoucnost a nový svět, do něhož se vrátí Höðr (také známá jako Höd) a Baldr (strofa 62). Eddická báseň Baldrův Sen zmiňuje, že Baldr má špatné sny a bohové nad nimi diskutují. Odin vjede do říše Hel (jinak zvána Helheim) a probudí vědmu, která mu řekne, že Höðr zabije Baldra, ale Váli ho pomstí (strofy 9, 11).

### Prozaická Edda
V Gylfiho oblouzení je Baldr popsán:
| Annar sonur Óðins er Baldur, og er frá honum got að segja. Hann er svá fagr álitum ok bjartr svá at lýsir af honum, ok eitt gras er svá hvítt at jafnat er til Baldrs brár. Erat er allra grasa hvítast, ok þar eptir máttu marka fegrð hans bæði á hár og á líki. Hann er vitrastr ása ok fegrst talaðr ok líknsamastr. En sú náttúra fylgir honum ve společnosti engi má haldask dómr hans. Hann býr þar sem heita Breiðablik, þat er á himni. I þeim stað má ekki vera óhreint [. ] | Jiným synem Ódinovým je Baldr; o něm nelze vyprávět než dobré. Je nejlepší, a všichni jej velebí. Je vzhledem tak nádherný a skvoucí, že sálá světlem. Je bylina tak bílá, že se přirovnává k Baldrovým brvám, a ta je nejbělejší ze všeho býlí, a z toho můžeš soudit na jeho nádheru jak co do vlasů tak i pleti. Je nejmoudřejší ze všech Ásů a ten, jenž mluví nejpěkněji, a je nejmilosrdnější, ale má tu vlastnost, že žádného z jeho rozsudků nelze vykonat. Bydlí v Breidabliku na nebi; na tom místě nemůže býti nic nečistého[.] - překlad Emila Waltera | Druhým Ódinovým synem je Baldr. O něm lze vyprávět jen dobré. Vyniká dobrotou a všichni ho velebí. Je tak krásného a jasného vzhledu, že z něj vyzařuje světlo, a je jedna bylina, která je tak bělostná, že se přirovnává k Baldrovým brvám. Je ze všech rostlin nejbělejší a podle toho si můžeš představit jas jeho vlasů i těla. Je nejmoudřejší z Ásů a nejpěkněji mluví a je nejmilosrdnější. Ale má tu vlastnost, že žádný jeho soud neobstojí. Bydlí na nebi v Breidabliku. Na tom místě nesmí být nic nečistého[.] – překlad Heleny Kadečkové |

Kromě vzhledu je Baldr znám převážně kvůli příběhu o své smrti. Jeho smrt je považována jako první se série událostí, které vedly k zániku bohů při Ragnaröku. Podle Völuspá bude v novém světě znovuzrozen.
Baldrovi se zdál sen o své vlastní smrti a jeho matka měla stejné sny. Protože byly sny obvykle prorocké, Baldr byl deprimovaný, proto jeho matka Frigga přiměla každý předmět na světě přísahat, že Baldrovi nikdy neublíží. Všechny předměty až na jmelí přísahaly – tento detail je tradičně vysvětlován tak, že jmelí bylo příliš nedůležité a neohrožující na to, aby se Frigga obtěžovala vymáháním slibu, Merrill Kaplan však tuto skutečnost přirovnala k tomu, že mladí lidé nemohli skládat právně závazné sliby, kvůli čemuž se později v životě mohli stát hrozbou.
Když se o jmelí doslechl Loki, bůh lstí a falše, vytvořil z jeho dřeva kouzelné kopí (v některých pozdějších verzích se jedná o šíp). Pospíchal na místo, kde si bohové užívali svou nejnovější zábavu, která spočívala v tom, že házeli všemožné předměty na Baldra a sledovali, jak se od něho odráží, aniž by mu ublížili. Loki kopí dal slepému bohu Höðrovi, který jím svého bratra neúmyslně zabil (v jiných verzích je naznačeno, že Loki šíp navedl sám). Za toto jednání bohyně Rindr porodila Odinovi syna Váliho, který již za jeden den dosáhl dospělosti a Höðra zabil.

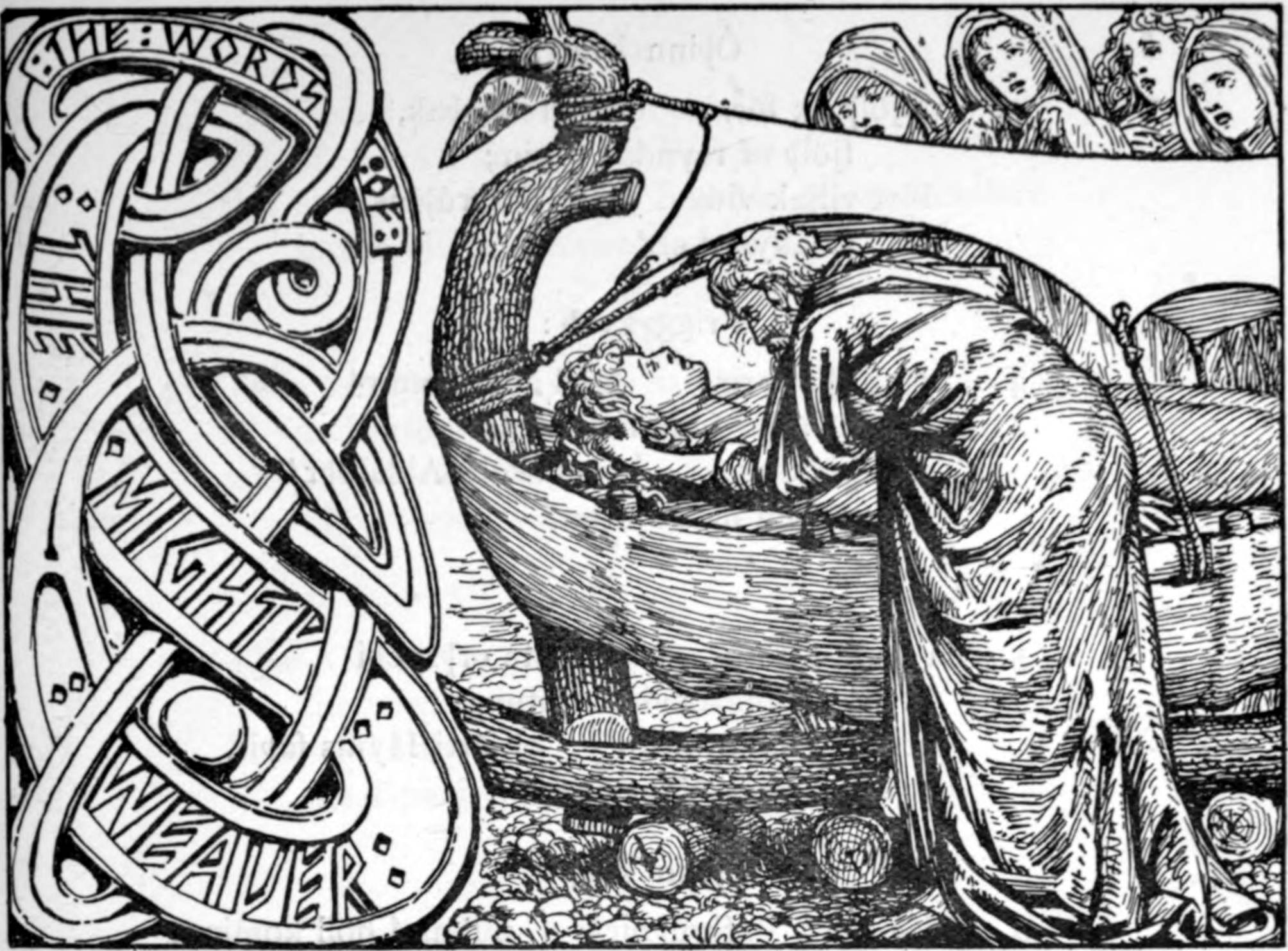
"Odinova poslední slova k Baldrovi" (1908) - W. G. Collingwood.

Baldr byl rituálně spálen se svou lodí Hringhorni, největší ze všech lodí. Když ho Odin nesl na loď, pošeptal mu do ucha tajemství. Později se v části Vafþrúðnismál (Píseň o Vaftrúdnim) Poetické Eddy Odin (v přestrojení) zeptá ledového obra Vafthrudnira na to, co Baldrovi zašeptal, a protože je tato otázka nezodpověditelná, zajistí si vítězství. Hádanka se také objevuje mezi hádankami, které pokládal Gestumblindi v Sáze Hervarar.
Trpaslík Litr skončil na pohřební hranici, kam ho kopl Thór, a shořel. Baldrova žena Nanna se vrhla do ohně, aby vyčkala na Ragnarök, kdy se znovu setká se svým manželem (v alternativní verzi zemřela žalem). Baldrův kůň i s veškerým vybavením byl také upálen na hranici. Loď byla na moře vyslána obryní Hyrrokin, která k pohřbu přijela na vlkovi a postrčila loď tak silně, že se z trámů, po nichž loď sjela do vody, zableskl plamen a celá země se otřásla.
Frigga vyslala posla Hermóda k bohyni smrti Hel s žádostí a Hel slíbila, že Baldra ze své říše propustí, pokud všechno živé i neživé bude pro Baldra truchlit. A všechno Baldra oplakávalo, jen bohyně Þökk (předpokládá se, že se jednalo o Lokiho v přestrojení) odmítla pro mrtvého boha truchlit. Baldr tedy musel zůstat v podsvětí, odkud se dostal až s příchodem Ragnaröku, kdy by se on a Höðr opět setkali a vládli novému světu spolu se syny Thóra.

### Gesta Danorum
Spis česky zvaný Činy Dánů, který na konci 12. století sepsal dánský historik Saxo Grammaticus, sděluje Baldrův (zapsán jako Balderus) příběh tak, jako kdyby byl reálnou historickou událostí. Podle něj byli Balderus a Høtherus rivaly v boji o ruku Nanny, dcery norského krále Gewara. Balderus byl polobůh a obyčejná ocel nedokázala zranit jeho posvátné tělo. Tito rivalové se střetli v ohromné bitvě. Ačkoliv Balderus bojoval za pomoci Odina a Thora, byl poražen a musel prchnout. Høtherus si pak vzal princeznu.

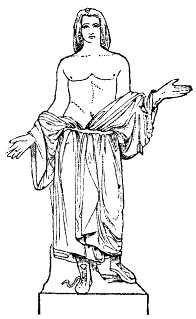
Baldur

Nicméně Balderus si dodal odvahy a znovu se s ním setkal na bitevním poli. Nicméně si vedl ještě hůře než poprvé. Høtherus mu zasadil smrtelnou ránu s kouzelným mečem pojmenovaným Jmelí, který dostal od lesního satyra Mimira. Po třech dnech, kdy se svíjel v bolestech, Balderus podlehl svým zraněním a byl pochován s královskými poctami na pohřebišti.

### Chronicon Lethrense (Kronika Lethrense)aAnnales Lundenses (Lundské letopisy)
Jedná se o méně známé dánské latinsky psané kroniky, Annales Lundenses je součástí Chronicon Lethrense. Tyto spisy jsou druhým zdrojem, který Höðrovo zabití Baldra popisuje jako historickou událost.
Je v nic zapsáno, že Hother byl saským králem, jeho rodiči byli Hothbrodd a Hadding. Hother nejdříve zabil Othenova (Odin) syna Baldera v boji a pak pronásledoval Otena a Thora. Nakonec však Othenův syn Both zabil Hothera. Hother, Balder, Othen a Thor byli pouze mylně považováni za bohy.

### Utrechtský nápis
Latinský votivní nápis z Utrechtu z období 3. či 4. století našeho letopočtu obsahuje slovo Baldruo, podle teorií formu třetího pádu latinského slova Baldruus, což někteří spojují s tímto severským/germánským bohem, ačkoliv písmo i tato interpretace byly zpochybňovány.

### Anglosaská kronika
V anglosaské kronice je Baldr jmenován jako předek monarchie z Kentu, Bernicie, Derie a Wessexu skrze jeho údajného syna Bronda.

## Eponyma

### Rostliny
Jak je zmíněno v Gylfiho oblouzení, rostliny heřmánkovec nevonný (Matricia perforata) a heřmánek pravý (Matricia maritima) jsou ve Švédsku a Norsku obě zvané baldursbrá, neboli „Balderovy brvy“ a v oblastech severní Anglie se jmenují baldeyebrow. Na Islandu lze nalézt pouze heřmánkovec nevonný. V Německu je konvalinka známá jako weisser Baldrian, variace ovlivněné slovem Phol zahrnují Faltrian (vrchní Rakousko), Villumfallum (Salcburk) a Fildron nebo Faldron (Tyrolsko).

### Toponyma
Existuje několik starých míst ve Skandinávii, jejichž součástí je jméno Baldr. Nejpravděpodobnějším a nejvýraznějším případem je bývalé jméno farnosti Balleshol v kraji Hedmark v Norsku – v roce 1956 byla pojmenovaná „Balldrsole“ (část hóll znamená malý kopec). Mezi další mohou patřit (v norštině) Baldrsberg v kraji Vestfold, Baldrsheimr v kraji Hordaland, Baldrsnes v bývalém kraji Sør-Trøndelag a (což není vůbec jisté) fjord Balsfjorden a obec Balsfjord v kraji Troms.
V Kodani lze nalézt Baldersgade, neboli Balderovu ulici. Jedna ulice v centru Reykjavíku se jmenuje Baldursgata, tedy Baldurova ulice.
Ve švédském Stockholmu se nachází Baldersgatan, také Balderova ulice. Na různých místech také existují Baldersnäs (Balderova šíje), Baldersvik (Balderova zátoka), Balders udde (Balderův mys) a Baldersberg (Balderova hora).